# Kanton Boulay-Moselle
Boulay-Moselle is een kanton van het Franse departement Moselle. Het kanton maakt deel uit van het arrondissement Forbach-Boulay-Moselle.
Op 22 maart 2015 werd de gemeente Holling overgeheveld naar het kanton Bouzonville en de gemeenten Boucheporn en Zimming naar het kanton Faulquemont. De gemeente Creutzwald werd van het kanton Bouzonville overgenomen in het kanton Boulay-Moselle. Hierdoor nam het aantal gemeenten in het kanton toe van 31 naar 33.

## Gemeenten
Het kanton Boulay-Moselle omvat de volgende gemeenten:
- Bannay
- Bettange
- Bionville-sur-Nied
- Bisten-en-Lorraine
- Boulay-Moselle
- Brouck
- Condé-Northen
- Coume
- Creutzwald
- Denting
- Éblange
- Gomelange
- Guerting
- Guinkirchen
- Ham-sous-Varsberg
- Helstroff
- Hinckange
- Mégange
- Momerstroff
- Narbéfontaine
- Niedervisse
- Obervisse
- Ottonville
- Piblange
- Roupeldange
- Téterchen
- Valmunster
- Varize
- Varsberg
- Velving
- Volmerange-lès-Boulay